# Doddiella similis
Doddiella similis är en stekelart som beskrevs av Hermann Priesner 1951. Doddiella similis ingår i släktet Doddiella och familjen Scelionidae. Inga underarter finns listade i Catalogue of Life.